# مار نواری چشم‌گربه‌ای
مار نواری چشم‌گربه‌ای (نام علمی: Leptodeira annulata) نام یک گونه از تیره قمچه‌ماران است.